# Berlin Rathaus Steglitz
Berlin Rathaus Steglitz – przystanek kolejowy na liniach S1 S-Bahn oraz stacja końcowa metra w Berlinie na linii U9, w dzielnicy Steglitz, w okręgu administracyjnym Steglitz-Zehlendorf. Stacja metra została otwarta w 1974 r.